# Élections législatives ivoiriennes de 2016
Les élections législatives de Côte d'Ivoire ont lieu le 18 décembre 2016. Elles sont remportées par le parti du président Alassane Ouattara, le Rassemblement des houphouëtistes pour la démocratie et la paix qui obtient la majorité absolue des sièges.

## Contexte
L'élection a lieu deux mois après le référendum constitutionnel ayant instauré la Troisième République. Ces législatives concerne le renouvellement de la chambre basse du  parlement, celui ci étant devenu bicaméral.

## Mode de scrutin
L'Assemblée nationale est composée de 255 sièges pourvus pour cinq ans au scrutin majoritaire à un tour, dont 169 dans des circonscriptions uninominales et 36 dans des circonscriptions de 2 à 6 sièges. Dans ces dernières, les électeurs votent au scrutin de liste majoritaire pour des listes bloqués composées d'autant de candidats que de sièges à pourvoir. Dans les deux cas, le candidat ou la liste de candidat ayant recueilli le plus de voix dans sa circonscription remporte le nombre de sièges à pourvoir.
En accord avec les dispositions transitoires de la nouvelle constitution de 2016, le mandat de l'assemblée élue en 2016 s’achève exceptionnellement en décembre 2020, soit au bout de quatre ans au lieu de cinq.

## Candidats
1336 personnes se présentent aux élections, dont 739 indépendants et 597 candidats de l'un ou l'autre des 38 partis politiques en lice. Aucun parti ne présente de candidats dans la totalité des circonscriptions, le Rassemblement des houphouëtistes pour la démocratie et la paix et le Front populaire ivoirien (FPI) étant les seuls à en présenter dans au moins la moitié, avec respectivement 248 et 187 candidats. 16 partis ne présentent qu'un seul candidat,.

## Résultats
|                           |                                                                       |           |       |        |               |  |  |  |  |  |  |  |  |  |  |
| Parti                     | Parti                                                                 | Voix      | %     | Sièges | +/-           |  |  |  |  |  |  |  |  |  |  |
|                           | Rassemblement des houphouëtistes pour la démocratie et la paix (RHDP) | 1 019 057 | 50,26 | 167    | 40            |  |  |  |  |  |  |  |  |  |  |
|                           | Front populaire ivoirien (FPI)                                        | 118 130   | 5,83  | 3      | N/a           |  |  |  |  |  |  |  |  |  |  |
|                           | Union pour la démocratie et la paix en Côte d'Ivoire (UDPCI)          | 60 556    | 2,99  | 6      | 1             |  |  |  |  |  |  |  |  |  |  |
|                           | Union pour la Côte d'Ivoire (UPCI)                                    | 20 806    | 1,03  | 3      | 2             |  |  |  |  |  |  |  |  |  |  |
|                           | Liberté et Démocratie pour la République (LIDER)                      | 3 050     | 0,15  | 0      | en stagnation |  |  |  |  |  |  |  |  |  |  |
|                           | Rassemblement pour la paix, le progrès et le partage (RPP)            | 2 628     | 0,13  | 0      | Nv            |  |  |  |  |  |  |  |  |  |  |
|                           | Autres partis (32)                                                    | 22 595    | 1,11  | 0      | -             |  |  |  |  |  |  |  |  |  |  |
|                           | Indépendants                                                          | 780 629   | 38,50 | 76     | 41            |  |  |  |  |  |  |  |  |  |  |
|                           |                                                                       |           |       |        |               |  |  |  |  |  |  |  |  |  |  |
| Suffrages exprimés        | Suffrages exprimés                                                    | 2 027 461 | 94,83 |        |               |  |  |  |  |  |  |  |  |  |  |
| Votes blancs et invalides | Votes blancs et invalides                                             | 110 575   | 5,17  |        |               |  |  |  |  |  |  |  |  |  |  |
| Total                     | Total                                                                 | 2 138 038 | 100   | 255    | en stagnation |  |  |  |  |  |  |  |  |  |  |
| Abstentions               | Abstentions                                                           | 4 130 077 | 65,89 |        |               |  |  |  |  |  |  |  |  |  |  |
| Inscrits/Participation    | Inscrits/Participation                                                | 6 268 113 | 34,11 |        |               |  |  |  |  |  |  |  |  |  |  |

### Résultats notables
L'élection prend des allures de plébiscite dans cinq circonscriptions où des candidats - tous du RHDP - se présentent seuls. Ils remportent ainsi 100 % des suffrages avec des taux de participation allant de 26,28 à 95,76 %.
Dans la circonscription no 34, de la région de Cavally, deux candidats obtiennent le même nombre de suffrages, nécessitant l'organisation d'un second tour quinze jours plus tard.